# Stranger in the Alps
Stranger in the Alps é o álbum de estreia da musicista americana Phoebe Bridgers, lançado em 22 de setembro de 2017 pela Dead Oceans.

## Antecedentes e gravação
Stranger in the Alps foi produzido por Tony Berg e Ethan Gruska. Bridgers gravou o álbum entre as turnês de 2016 no estúdio de Berg em Brentwood, Los Angeles. O título do álbum é uma referência à versão editada para a TV do filme The Big Lebowski, que mudou a fala de Walter Sobchak (John Goodman) de "Você vê o que acontece quando você fode um estranho na bunda?" para "Você vê o que acontece quando você encontra um estranho nos Alpes?", em tradução livre. Bridgers optou por usar a frase porque achou que era "meio poética por acidente".
Bridgers assinou um contrato de gravação com Dead Oceans em junho de 2017 e o álbum estava programado para ser lançado em 22 de setembro. O álbum recebeu uma edição limitada de 5º aniversário em vinil colorido de galáxia em 22 de setembro de 2022.

## Recepção crítica
| Críticas profissionais | Críticas profissionais |
| Pontuações agregadas   | Pontuações agregadas   |
| Fonte                  | Avaliação              |
| ---------------------- | ---------------------- |
| AnyDecentMusic?        | 7.8/10                 |
| Metacritic             | 82/100                 |
| Avaliações da crítica  |                        |
| Fonte                  | Avaliação              |
| AllMusic               | [ 12 ]                 |
| The A.V. Club          | A                      |
| Consequence of Sound   | A−                     |
| Exclaim!               | 9/10                   |
| The Irish Times        | [ 16 ]                 |
| Mojo                   | [ 17 ]                 |
| NME                    | [ 18 ]                 |
| Pitchfork              | 7.0/10                 |
| Q                      | [ 20 ]                 |
| Uncut                  | 6/10                   |

Stranger in the Alps recebeu elogios dos críticos; o agregador de críticas Metacritic deu ao álbum uma pontuação média ponderada de 82/100 com base em 16 avaliações críticas, indicando "aclamação universal".
Josh Modell, do The A.V. Club, deu ao álbum uma pontuação perfeita, dizendo, "Stranger in the Alps alquimiza a tristeza em beleza redentora. Nunca se trata de chafurdar, mas de passar lentamente por isso. Essa diferença, representada por uma composição incrível e sábia, que vai além dos anos, faz dele um dos melhores álbuns do ano." Escrevendo para a Pitchfork, Sam Sodomsky disse que o álbum é ”uma coleção de músicas sobre intimidade, documentando como nossos relacionamentos afetam a maneira como nos vemos e interagimos com os outros... A voz de Bridgers tem uma vibração conversacional e leve [que] soa melhor quando ela a acompanha em camadas de falsete leve”, classificando o álbum como 7.0/10.

## Lista de faixas
| N.º            | Título                    | Compositor(es)                    | Duração |  |
| 1.             | "Smoke Signals"           | Phoebe Bridgers, Marshall Vore    | 5:24    |  |
| 2.             | "Motion Sickness"         | Brigers, Vore                     | 3:49    |  |
| 3.             | "Funeral"                 | Bridgers                          | 3:52    |  |
| 4.             | "Demi Moore"              | Bridgers, Vore, Harrison Whitford | 3:18    |  |
| 5.             | "Scott Street"            | Bridgers, Vore                    | 5:05    |  |
| 6.             | "Killer"                  | Bridgers                          | 3:09    |  |
| 7.             | "Georgia"                 | Bridgers                          | 4:07    |  |
| 8.             | "Chelsea"                 | Bridgers                          | 4:42    |  |
| 9.             | "Would You Rather"        | Bridgers, Vore, Tony Berg         | 3:19    |  |
| 10.            | "You Missed My Heart"     | Mark Kozelek, Jimmy LaValle       | 6:57    |  |
| 11.            | "Smoke Signals (Reprise)" | Bridgers, Vore                    | 0:33    |  |
| Duração total: | Duração total:            | Duração total:                    | 44:15   |  |

| N.º            | Título               | Compositor(es) | Duração |  |
| 12.            | "It'll All Work Out" | Tom Petty      | 2:46    |  |
| 13.            | "Motion Sickness"    | Bridgers, Vore | 4:24    |  |
| Duração total: | Duração total:       | Duração total: | 51:25   |  |

## Equipe técnica
Créditos adaptados das notas do encarte.
 
| Musicians - Phoebe Bridgers – vocais, guitarra, banjo - Tony Berg – guitarra, teclados - John Doe – vocais - Ethan Gruska – teclados, piano, baterias, percussão, programação de bateria, guitarra, baixo, guitarra barítona, bandura, motor de jato, "aquela batida incessante dos dedos dos pés" - Greg Leisz – pedal steel guitar - Rob Moose – cordas - Gabe Noel – violoncelo, baixo - Conor Oberst – vocais - Daniel Rhine – baixo vertical - Gabe Witcher – violino - Marshall Vore – baterias, percussão, vocais - Harrison Whitford – guitarra | Produção - Tony Berg – produção, gravação - Ethan Gruska – produção - Mike Mogis – mixagem - Bob Ludwig – masterização - Rob Moose – arranjo de cordas Arte - Angela Deane – arte - Elaine Gandola – fotografia - Frank W. Ockenfels III – fotografia - Bridgers' mother – fotografia - Nathaniel David Utesch – layout |

## Paradas
| Parada (2017–2022)                            | Posição alcançada |
| --------------------------------------------- | ----------------- |
| Escócia (Official Scottish Albums)            | 97                |
| Reino Unido (UK Americana Albums)             | 5                 |
| Reino Unido (UK Digital Albums)               | 84                |
| Reino Unido (UK Independent Albums)           | 23                |
| Estados Unidos (Billboard 200)                | 82                |
| Estados Unidos (Billboard Top Heatseekers)    | 13                |
| Estados Unidos (Top Alternative Albums)       | 6                 |
| Estados Unidos (Billboard Independent Albums) | 13                |
| Estados Unidos (Top Rock Albums)              | 10                |
| Estados Unidos (Top Folk Albums)              | 4                 |

## Certificações
| Região | Certificação | Vendas   |
| --- | ------------ | -------- |
| Reino Unido (BPI) | Ouro         | 100 000  |
| Estados Unidos (RIAA) | Ouro         | 500 000‡ |
| *números de vendas baseados somente na certificação ^distribuições baseadas apenas na certificação ‡vendas+valores de streaming baseados somente na certificação |              |          |